# Nanne Kalma
Nanne Kalma (Amersfoort, 1949) is in de folkmuziek multi-instrumentalist en componist en groeide op in Leeuwarden. Hij maakte deel uit van de groepen Pugh’s Place, Farmers Union, Irolt, De Perelaar, Kajto, Kat yn ’t Seil, Liereliet en het duo Nanne & Ankie / Nan'n Ankie. Hij is onderscheiden met de Friese Anjer en benoemd tot Ridder in de Orde van Oranje-Nassau.

## Pugh’s Place
In 1964 maakt hij voor het eerst kennis met The Beatles die veel indruk op hem maken. Hij richt dan zijn eerste band The Example op samen met zijn vrienden Jan van der Heide, Hans Kerkhoven, Jan Ottevanger en George Snijder. In de loop van 1965 beginnen ze met optreden. Onder invloed van de psychedelische ontwikkelingen in de popmuziek wordt de naam later veranderd in Pugh's Place. Het gaat de band voor de wind. Aanvankelijk spelen ze vooral in Friesland maar al snel worden ze gevraagd in het hele land. De muziekstijl ontwikkelt zich onder invloed van vooral de Engelse popmuziek. Groepen als Spooky Tooth, Traffic en later vooral Yes worden grote voorbeelden. De groep wordt opgemerkt bij de landelijke omroepen en met Boudewijn de Groot als producer worden de single 'Nothing Is Real Here' en de lp 'West One' opgenomen. Er worden plannen gemaakt voor een tweede lp maar in 1970 moet er een keuze gemaakt worden tussen studie en optreden als beroepsband. Het blijkt eigenlijk niet mogelijk door te gaan als amateurband. Na dagenlang overleg deelt de groep Boudewijn de Groot mee dat de tweede lp er niet komt en dat de band stopt.

## Farmers Union
Nanne Kalma wil wat anders, iets met een lager geluidsvolume. Hij komt in aanraking met Piet Kok en Sido Martens, die beiden met folkmuziek bezig zijn. Met hen en zangeres Liedwien van der Veer begint hij in 1972 de folkgroep Farmers Union. Als Nanne Kalma kennisneemt van de Vlaamse groep Rum die in het Vlaams zingt, besluit hij zijn volgende project in zijn eigen taal te doen. Farmers Union moet om verschillende redenen eerder stoppen dan verwacht. Eigenlijk bestaat de band maar een jaar.

## Irolt
Nanne Kalma begint te onderzoeken op wat voor manier hij in het Fries of in het Nederlands kan werken. Hij gaat op zoek naar traditionele Friese liedjes die in de stijl van de Engelse groepen Steeleye Span en Fairport Convention bewerkt kunnen worden. Hij vindt die liedjes niet en besluit daarom die liedjes zelf te gaan maken. Hij vraagt een aantal bevriende dichters om teksten voor hem te schrijven. Samen met Inez Timmer maakt hij een plan voor een studioproject. Met een aantal vrienden maken ze in 1975 een folkrock-lp in het Fries. De studiogroep noemen ze Irolt en de plaat heet 'De Gûdrûn Sêge'. Het blijkt de eerste plaat in die stijl te zijn in het Fries en de impact bij het publiek is enorm. Er worden in het hele land duizenden exemplaren van verkocht en het stimuleert velen om ook in het Fries te gaan zingen. Er komen aanvragen om te gaan optreden met Irolt en zo ontstaan er in de loop der jaren wisselende formaties rond Nanne Kalma en Inez Timmer. Ze nemen in totaal zeven lp's op.

## De Perelaar
In de jaren 1980 begint Inez Timmer meer en meer belangstelling te krijgen voor jazz en musicalmuziek en gaat ze studeren aan het conservatorium in Hilversum. Eind 1985 wordt Nanne Kalma gevraagd door Marita Kruijswijk en Marian Nesse om toe te treden tot de folkgroep De Perelaar. Hij besluit dat te doen. Ook andere Irolt-leden gaan er dingen bij doen en het begint steeds lastiger te worden om repetitiemomenten te vinden en om optredens aan te nemen. Nanne Kalma wil niet dat Irolt een sluimerend bestaan gaat leiden en stelt voor aan de anderen om te stoppen. Zo wordt in 1987 op het folkfestival Tsjoch 10 in Sneek het afscheidsconcert van Irolt gegeven.

## Kajto en Kat yn ’t Seil
Als snel worden na het afscheidsoptreden van Irolt nieuwe lijnen zichtbaar. Ook Ankie van der Meer gaat meespelen in De Perelaar. Na een tournee in Hongarije, waar ze geen aankondigingen konden doen in Frans, Duits, Engels, Nederlands of Fries, gaat Ankie van der Meer Esperanto leren. Na het afscheidsconcert van Irolt vraagt ze Nanne Kalma, hoe hij het zou vinden om muziek te maken in het Esperanto. Hij vindt het inspirerend en in 1987 zet hij de eerste Esperanto-teksten op muziek. Ze vragen Marita Kruijswijk en Marian Nesse om mee te doen en zo krijgt de groep een tweede naam: Kajto. Omdat het repertoire van de groep steeds meer een mengvorm wordt en ze veel in het maritieme circuit spelen, gaan ze ook voor De Perelaar een andere naam gebruiken: Kat yn 't Seil.

### 's Werelds eerste Esperanto-cd
In 1989 presenteert Kajto in Brighton de eerste cd in het Esperanto ter wereld. De groep wordt in binnen- en buitenland gevraagd om te komen spelen. Ook Kat yn 't Seil wordt overal gevraagd. Zo reist en speelt de groep in allerlei landen, niet alleen in Europa maar ook in Noord-Amerika, de ene keer als Kajto, de volgende keer weer als Kat yn 't Seil.

## Liereliet
Zowel in het Esperanto als in het Fries en Nederlands komen er van Kajto en Kat yn ’t Seil in de loop der jaren vele cd's uit, soms in combinatie met de groep Liereliet. Liereliet is een a-capellagroep, die ontstaan is bij het gelijknamige evenement in Workum. Nanne en Ankie zijn vaste leden van deze groep. Ze treden eigenlijk alleen in het buitenland op en zijn jarenlang vaste gasten op de grote festivals in Douarnenez, Brest en Paimpol in Bretagne. In 2002 besluit de groep te stoppen en geen uitnodigingen meer aan te nemen. De naam Liereliet, ooit op verzoek van Nanne bedacht door schrijver Hylke Speerstra, blijft voortleven in 'Liereliet - Workum', vanaf 2008 de naam voor het Internationale Festival van Maritieme Muziek aldaar.

## Nanne & Ankie / Nan'n Ankie
Vanaf eind jaren 90, groeit er bij Nanne Kalma en Ankie van der Meer de behoefte om weer meer met Friese teksten te gaan doen. Ze besluiten als duo Nanne & Ankie muziek te gaan maken, op te treden en cd's op te nemen. Ze verbreden hun terrein en gaan teksten van de Australische schrijver Michael Roads op muziek zetten en opnemen. Ze bedenken, wat ze noemen, liedverhalen met vaak een historische achtergrond. Ook zij gaan reizen en treden veelvuldig op in het buitenland, tot in Amerika en Australië toe.

## Festivalproducties
Naast het spelen in allerlei groepen doet Nanne Kalma veel op organisatorisch gebied. Hij stond aan de basis van het jaarlijkse Tsjoch-festival en de Feriening fan Fryske Folkmuzikanten: tot en met Tsjoch 25 heeft hij in de festival-commissie gezeten. Veel van zijn ideeën zitten in het jaarlijkse Festival van Maritieme Muziek in Workum. Vanaf het begin in 1980 zit hij al in de organisatie. Mede voor dit festival heeft hij grote muziektheaterproducties gemaakt, zoals Van 't Schip Batavia, Kinkhoorns in de Mist, Er liggen Woorden in de Boot, Stoomafblazen in het Kraaiennest, De Reis naar de Wilde Kust, Het Zilver van de Zee en Henry Hudson en de Halve Maen. In 2007 maken Nann'n Ankie een liedjesprogramma ter gelegenheid van het 75-jarig bestaan van de Afsluitdijk. Het is een opdracht van het Zuiderzeemuseum in Enkhuizen. Dit programma, 'Het Kind, Speelman en de Afsluitdijk', wordt later uitgewerkt tot het theatrale concertprogramma 'Dijk vol Muziek'.

## Prijzen
In 2000 krijgt hij van Commissaris der Koningin Ed Nijpels de Friese Anjer uitgereikt en in het jaar 2003 wordt hij benoemd tot Ridder in de Orde van Oranje-Nassau. Het zijn blijken van waardering voor zijn enorme productie, zijn talloze stimulerende organisatorische activiteiten, zijn bijdrage aan de ontwikkeling van en zijn invloed op de Friestalige muziek, de Nederlandse maritieme liedcultuur en de Esperanto muziekcultuur. Voor dat laatste kreeg hij, in Duitsland, samen met de andere Kajto-leden in 2005 de 'FAME Kultur-Premio' uitgereikt, de belangrijkste culturele prijs in de Esperanto-wereld.